# Villa Haenel in Blasewitz

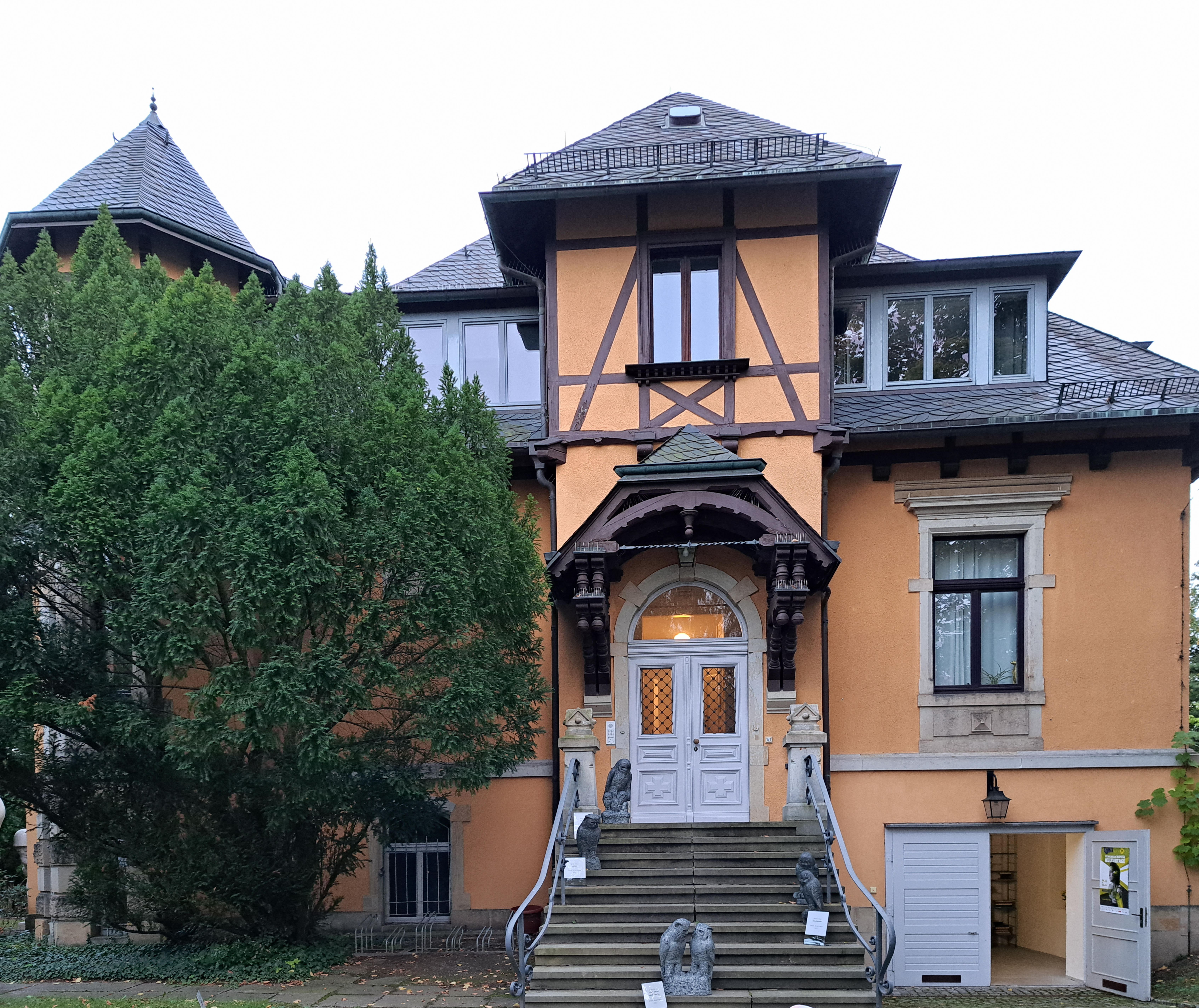
Eingangsfront Tauscherstraße

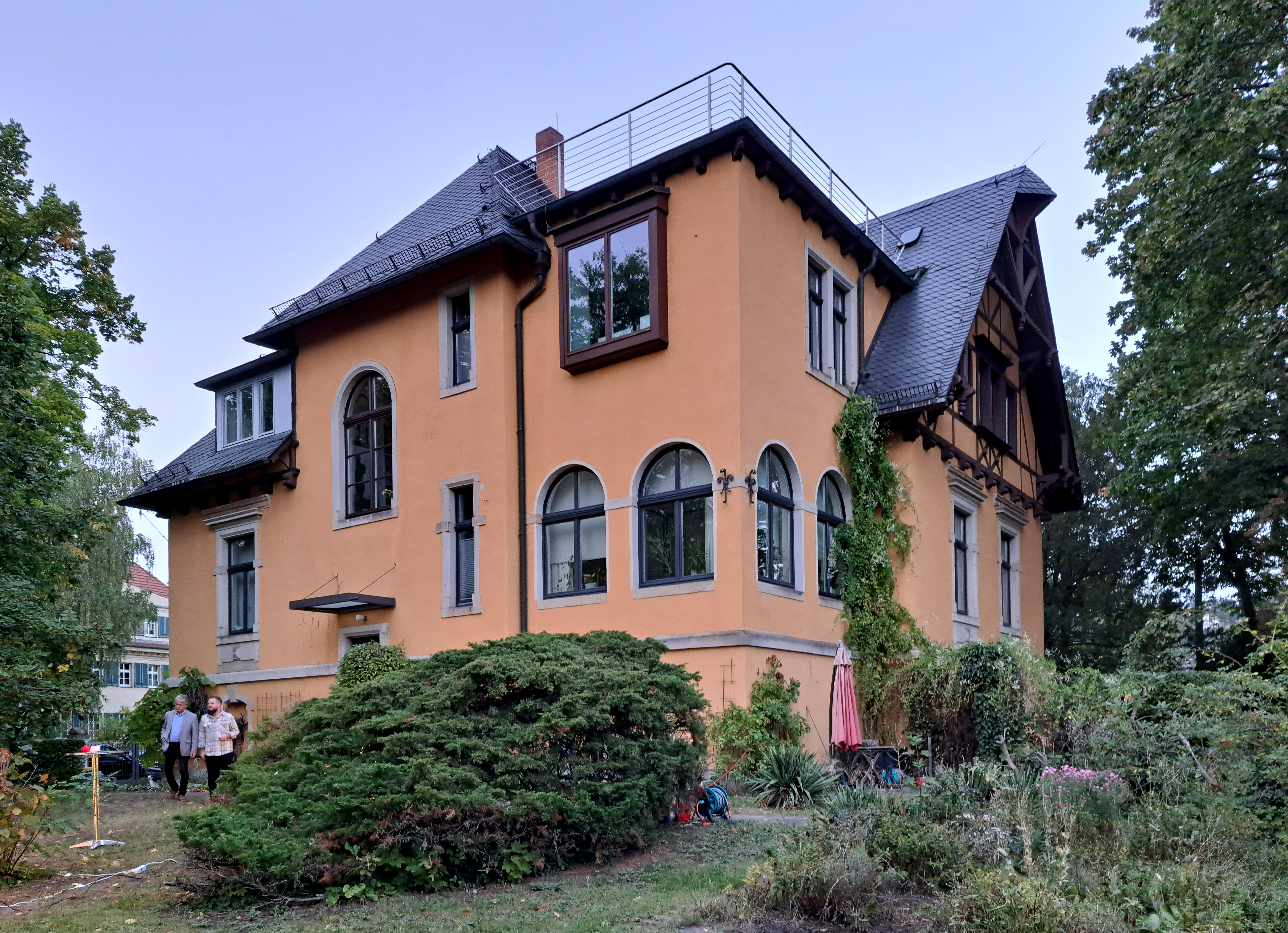
Gartenansicht

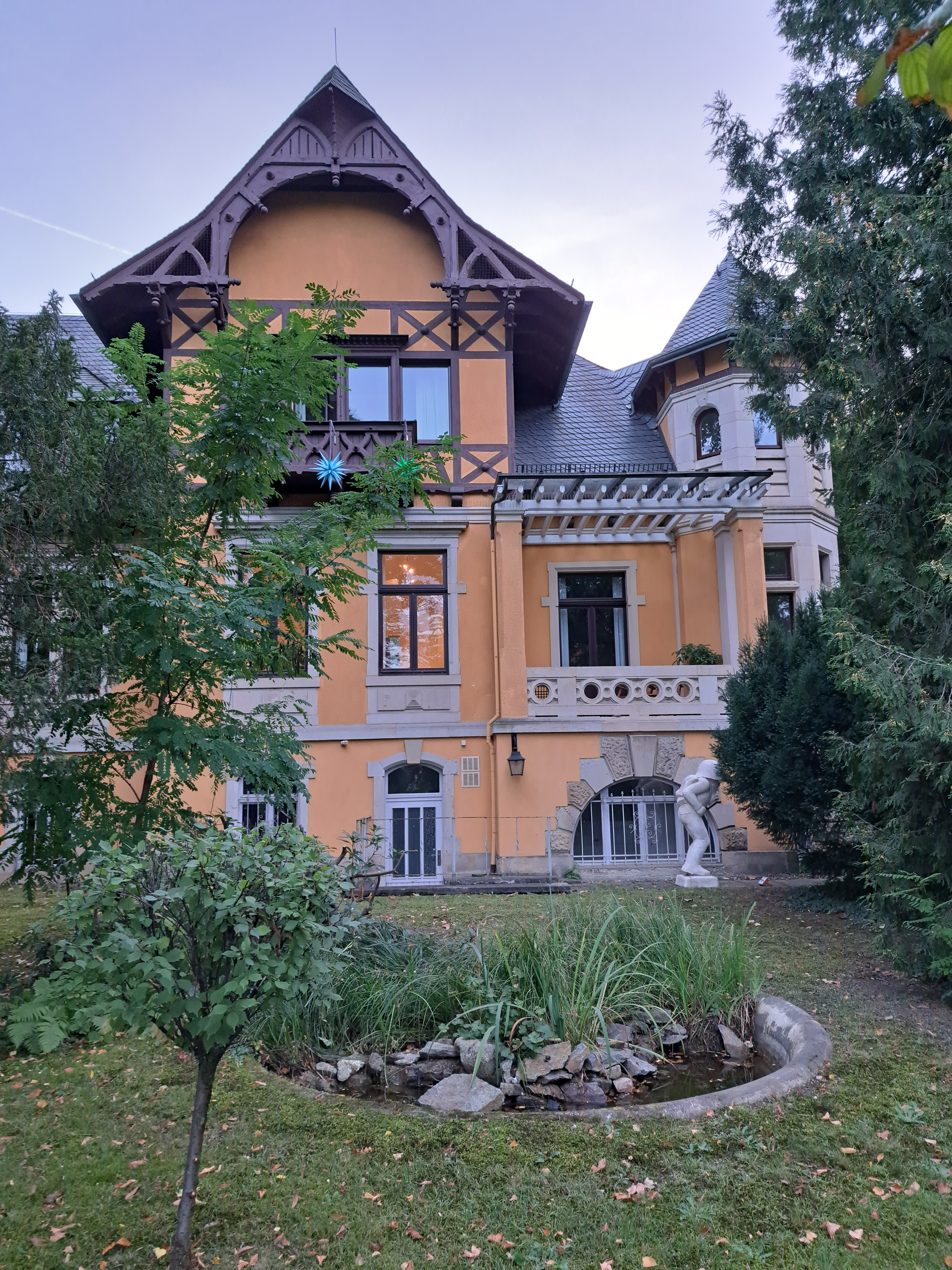
Ansicht von der Tolkewitzer Straße

Die unter Denkmalschutz stehende Villa Haenel ist eine repräsentative Villa im Stil der Neorenaissance im Dresdner Stadtteil Blasewitz, Tauscherstraße 44. Das Gebäude wurde in den Denkmalstatus als Kulturdenkmal im Freistaat Sachsen mit der Nummer ID 09213091 erhoben.

## Geschichte
Vor den Toren Dresdens entwickelte sich im 19. Jahrhundert der Ort Blasewitz zu einem Villenstandort. Hauptsächlich in der deutschen Gründerzeit wurden nach dem Stil der Dresdner Villenarchitektur diverse Stilarten der deutschen Fachwerkbauweise, der Renaissance, der Romanik, der Gotik und des Barock im Einklang miteinander verbunden. Geschmückt und verziert mit spitzen und kantigen Türmen, anschmiegenden Erkern, plastisch geschmückten Fassaden, dezenten Anbauten und Ziergiebeln sowie dekorativen Kaminen und Schornsteinen ergab einen oft schlossähnlichen Charakter. In der Zeit nach 1870 entwickelte sich der Vorort somit rasant zu einem Villenstandort. Großzügig angelegte Straßen und Grundstücke bestimmten große Vorgärten und Parkanlagen um die Gebäude. Unternehmer und Fabrikbesitzer wollten den Ruhestand in diesem Viertel genießen. Der Unternehmer Theodor Eduard Haenel erwarb das Grundstück Tauscherstraße 44 und beauftragte den Blasewitzer Architekten Karl Emil Scherz

## Beschreibung
Die vom Stil der Neorenaissance inspirierte zweigeschossige Villa entstand 1889. Das Souterrain oder Tiefparterre erreichte man über eine seitlich angelegte Treppenanlage. Das Gebäude hat ein aus Sandsteinmauerwerk bestehendes Untergeschoss. Die Fenster der in Tiefparterre befindlichen Räume sind außen mit Sandsteingewänden und bildhauerisch-plastisch gestalteten Rundbögen versehen. Das Erdgeschoss als Hochparterregeschoss ausgebildet und ist über den prächtig ausgeschmückten Haupteingang über eine Außentreppe erreichbar. Das Obergeschoss und das ausgebaute Dachgeschoss besteht aus Ziegelmauerwerk und ist teilweise in Fachwerkbauweise ausgeführt. Verwinkelte Fassadenfluchten, Balkone und reichlich Fassadenschmuck aus Fachwerk im Obergeschoss und die für den Architekten üblichen Fensterbänder aus zwei, drei oder vier Fenstern dokumentieren den Reichtum seines Bauherren. Straßenseitig befinden sich ein angeordneter Sims aus Postaer Sandstein. Die Fenstereinfassungen und die Balkenauflager bestehen ebenfalls aus Sandstein. Zudem ist an der linken Seite des Haupteinganges ein angefügter, in das Außenmauerwerk eingebundener Turm mit hoher spitzer Turmhaube. Diese wurde allerdings in den 50er Jahren bei Dachinstandsetzungsarbeiten stark verkürzt. Außerdem war an der Giebelseite zur Tolkewitzer Straße eine Putzmalerei von Hans Koberstein vorhanden. Wie andere Villen vom Architekten Scherz ist das Gebäude mit einer großzügigen Raumaufteilung ausgestattet. Neben einer Empfangsdiele besitzt das Gebäude eine Prachttreppenanlage, repräsentative Wohn- und Gesellschaftsräume und Salons sowie Balkons. Gartenseitig angeordnete Rundbögen. Die Villa ist von einem mit Bäumen versehenen Garten umgeben.

## Nutzung
Bis 1945 diente die Villa ausschließlich zu Wohnzwecken. Nach 1945 sind Heimatvertriebene, Ausgebombte und Umsiedler einquartiert worden. Ab 1953 ist das Gebäude von der Evangelische Erwachsenenbildung Sachsen im Verbund von Bildungseinrichtungen in der Evangelisch-Lutherischen Landeskirche Sachsens und der Kirchlichen Frauenarbeit der Evangelisch-Lutherischen Landeskirche Sachsen bis zum Jahr 2020 genutzt worden. Dann erfolgte der Umzug in das Dreikönigsforum Dresden im Haus der Kirche Dresden in der Neustadt. Ab März 2021 wurde die Firma Ö GRAFIK agentur für marketing und design neuer Nutzer. Das Hochparterregeschoss wird für Ausstellungen und sonstige kulturelle Veranstaltungen genutzt. Derzeit ist eine Ausstellung des Dresdner Bildhauers und Professor an der HfBK Dresden Ulrich Eißner mit dem Motto Figuren – machen zu sehen.